# Pachysylvia aurantiifrons
A Pachysylvia aurantiifrons a madarak osztályának verébalakúak (Passeriformes) rendjébe és a lombgébicsfélék (Vireonidae) családjába tartozó faj.

## Rendszerezése
A fajt George Newbold Lawrence amerikai amatőr ornitológus írta le 1861-ben, a Hylophilus  nembe Hylophilus aurantiifrons néven. Egyes szervezetek jelenleg is ide sorolják.

## Alfajai
- Pachysylvia aurantiifrons aurantiifrons Lawrence, 1861
- Pachysylvia aurantiifrons helvinus Wetmore & W. H. Phelps Jr, 1956
- Pachysylvia aurantiifrons saturatus (Hellmayr, 1906)

## Előfordulása
Trinidad és Tobago, valamint Panama, Kolumbia és Venezuela területén honos. Természetes élőhelyei a szubtrópusi vagy trópusi síkvidéki esőerdők, lombhullató erdők, mocsári erdők és cserjések, valamint ültetvények és vidéki kertek. Állandó, nem vonuló faj.

## Megjelenése
Testhossza 12 centiméter.

## Életmódja
Rovarokkal és pókokkal táplálkozik.

## Természetvédelmi helyzete
Az elterjedési területe rendkívül nagy, egyedszáma viszont csökken, de még nem éri el a kritikus szintet. A Természetvédelmi Világszövetség Vörös listáján nem fenyegetett fajként szerepel.